# Silla Zig Zag

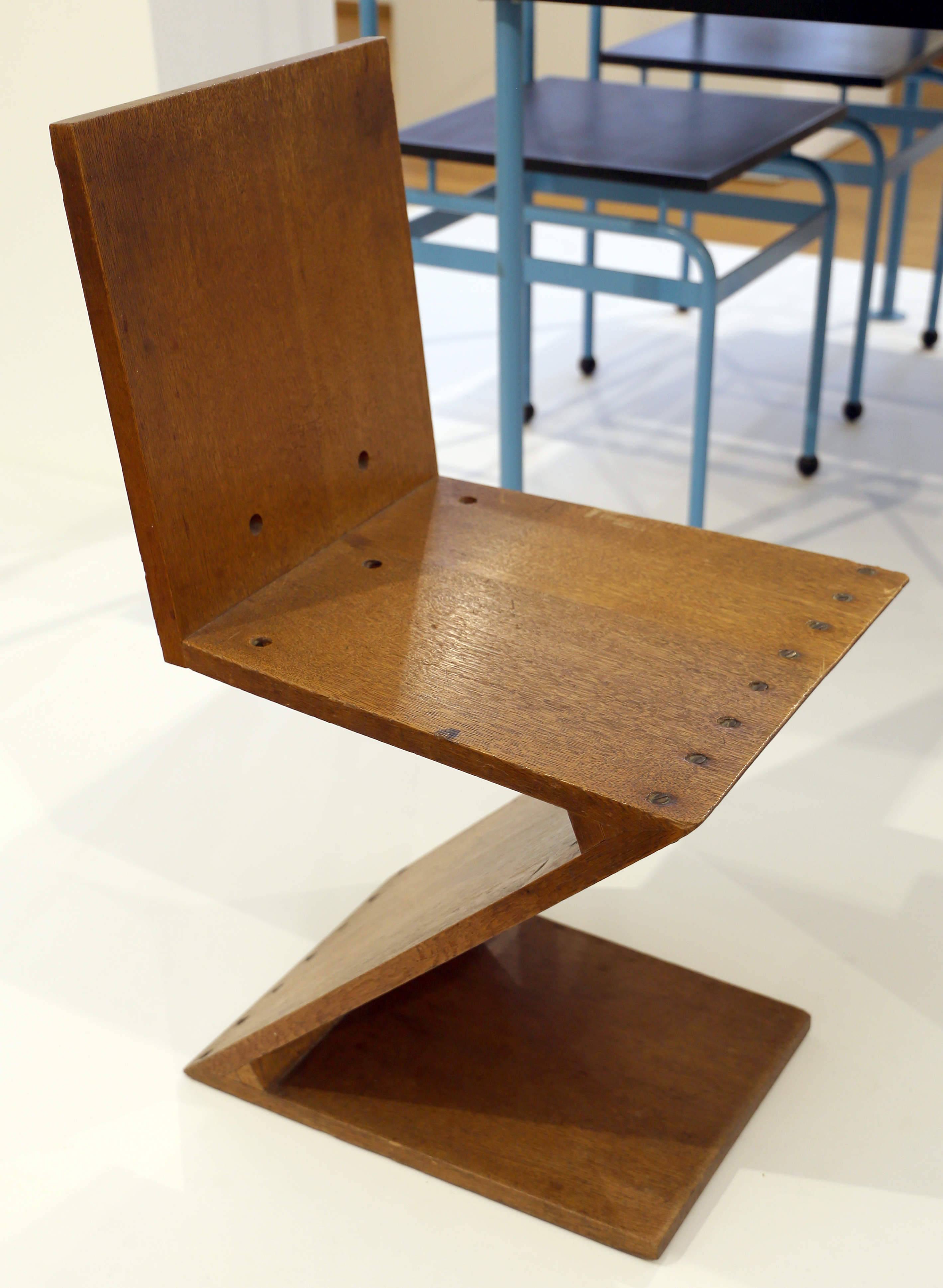
La silla Zig Zag.

La Zig-Zag es una silla diseñada por Gerrit Rietveld en 1934.

## Descripción
Es un diseño minimalista sin patas, hecha con 4 tablas de madera que están unidas con ensambles en cola de milano. Fue diseñada para la Casa Rietveld Schröder de Rietveld, Utrecht, y ahora es producida por el fabricante italiano Cassina SpA.